# Ворвик (Роуд Ајланд)
Ворвик (енгл. Warwick) град је у америчкој савезној држави Роуд Ајланд. По попису становништва из 2010. у њему је живело 82.672 становника.

## Демографија
Према попису становништва из 2010. у граду је живело 82.672 становника, што је 3.136 (3,7%) становника мање него 2000. године.
| Група             | 2000.          | 2010.          |
| Белци             | 80.920 (94,3%) | 75.068 (90,8%) |
| Афроамериканци    | 996 (1,2%)     | 1.387 (1,7%)   |
| Азијати           | 1.281 (1,5%)   | 1.864 (2,3%)   |
| Хиспаноамериканци | 1.372 (1,6%)   | 2.827 (3,4%)   |
| Укупно            | 85.808         | 82.672         |